# 通仲河
通仲河，位于中国贵州省水城县境内，是月亮河右岸支流，下游也称法那河，发源于水城县纸厂彝族乡铧口寨村煤炭沟西侧（原属夹沟乡），东南流至蟠龙乡店子村入月亮河。河长41.5千米，流域面积225.95平方千米。干流下游有两处河段为地下暗河。